# Pawło Riabikin
Pawło Borysowycz Riabikin, ukr. Павло Борисович Рябікін (ur. 6 czerwca 1965 w Kijowie) – ukraiński polityk i prawnik, deputowany, od 2021 do 2023 minister ds. strategicznych gałęzi przemysłu.

## Życiorys
W 1989 ukończył studia na Uniwersytecie Kijowskim, specjalizując się w prawie międzynarodowym. Odbył aspiranturę na tej samej uczelni, a także staże na uniwersytetach w Lipsku i Kilonii. Praktykował jako adwokat i radca prawny. W 2000 i 2002 jako kandydat niezależny uzyskiwał mandat posła do Rady Najwyższej. Zasiadał we frakcjach poselskich wspierających ówczesną władzę, zaś w 2004 został stronnikiem Wiktora Juszczenki. W 2005 dołączył do rady prezydenckiej partii Ludowy Związek „Nasza Ukraina”. W latach 2005–2006 pełnił funkcję wiceministra transportu i komunikacji. Od 2009 do 2010 był ambasadorem Ukrainy w Danii. Zajmował również dyrektorskie stanowisko w spółce prawa handlowego prowadzącej ośrodek rekreacyjno-uzdrowiskowy.
W latach 2012–2014 ponownie zasiadał w ukraińskim parlamencie, reprezentując w nim ugrupowanie UDAR Witalija Kłyczki. Następnie do 2015 był zastępcą przewodniczącego Kijowskiej Miejskiej Administracji Państwowej. W 2017 powołany na dyrektora portu lotniczego Kijów-Boryspol, a w 2020 na prezesa Państwowej Służby Celnej Ukrainy. W listopadzie 2021 objął stanowisko ministra do spraw strategicznych gałęzi przemysłu w rządzie Denysa Szmyhala. W marcu 2023 zakończył pełnienie tej funkcji.
Otrzymał następnie nominację na ambasadora Ukrainy w Chińskiej Republice Ludowej; został odwołany z tego stanowiska w grudniu 2024.